# Phân họ Ong mật
Phân họ Ong mật (danh pháp khoa học: Apinae) là một phân họ trong họ Apidae bao gồm các loài ong mật, ong không ngòi, ong lan và ong nghệ cộng tất cả các loài trước đây xếp trong họ Ong hoa (Anthophoridae) trừ đi ong bầu (Xylocopinae) và ong tu hú (Nomadinae).

## Hình ảnh

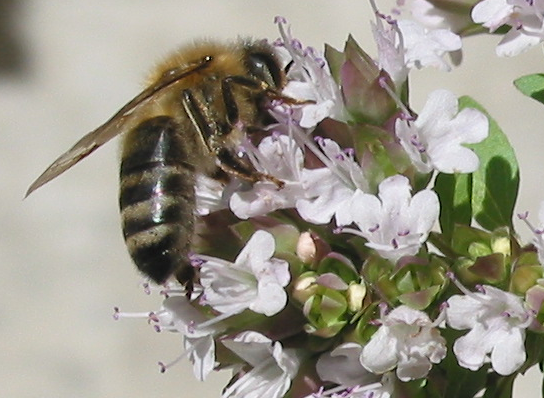
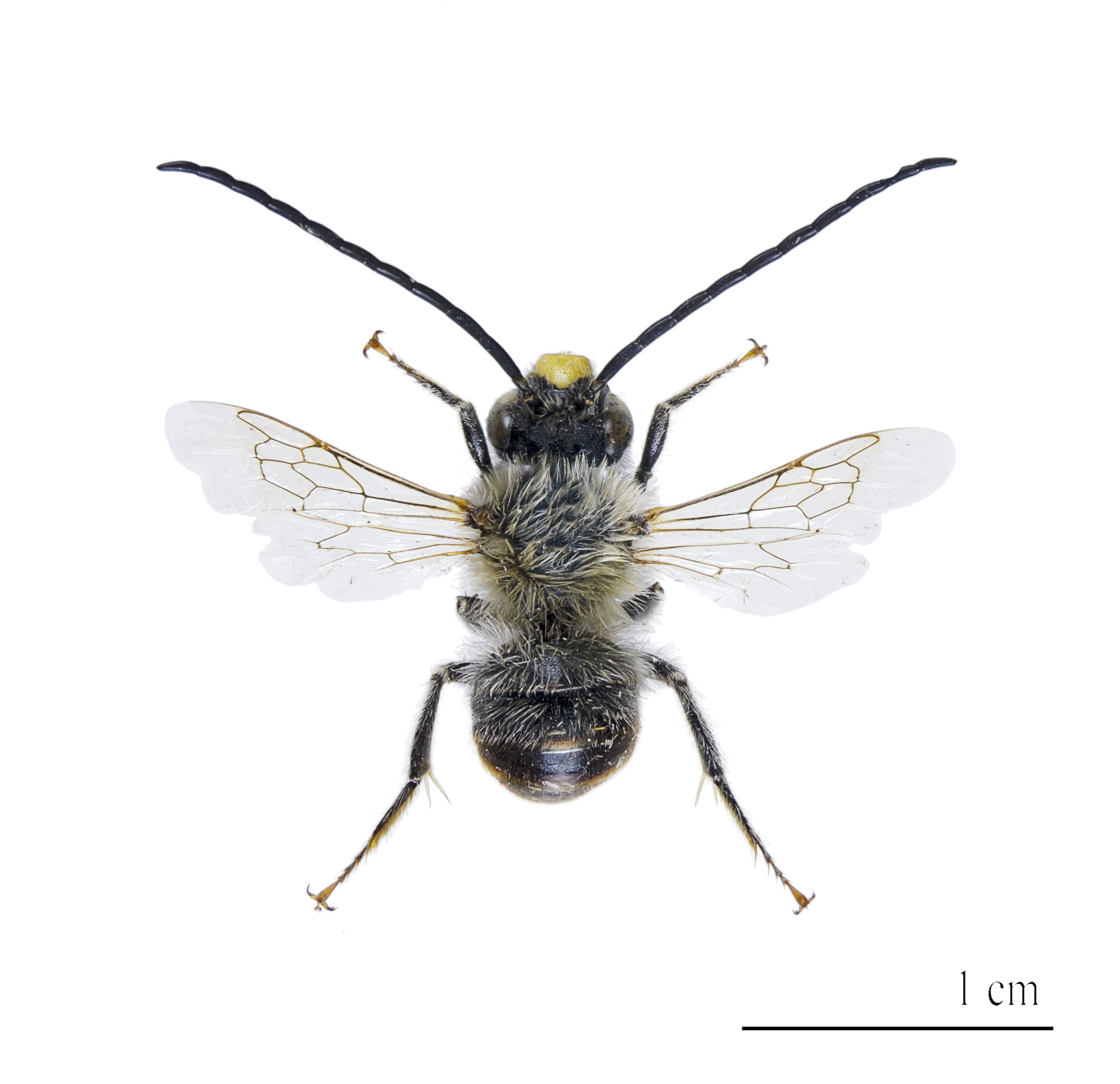
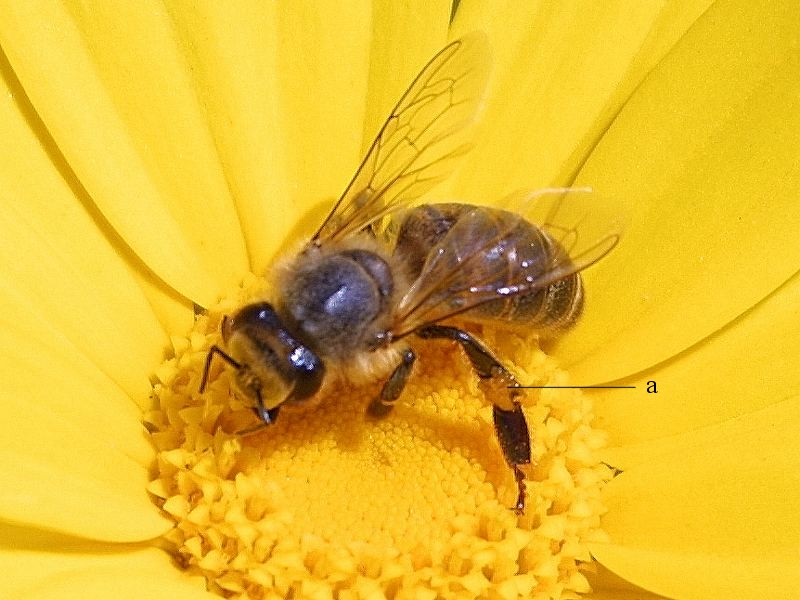
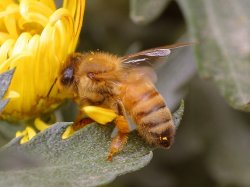
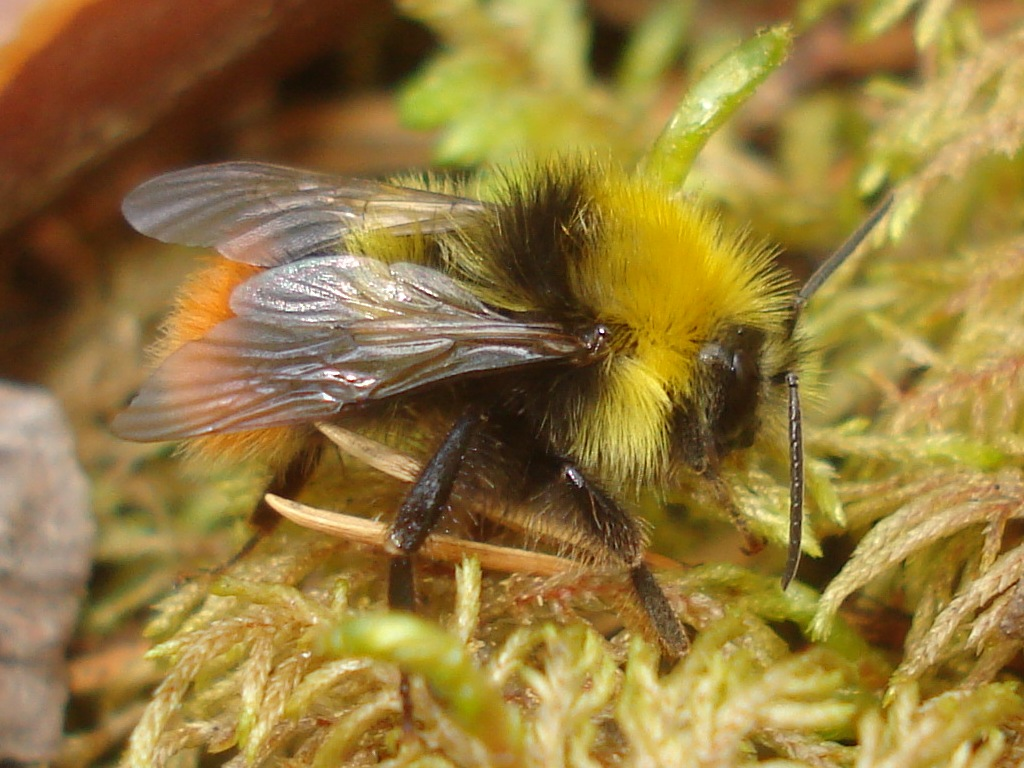
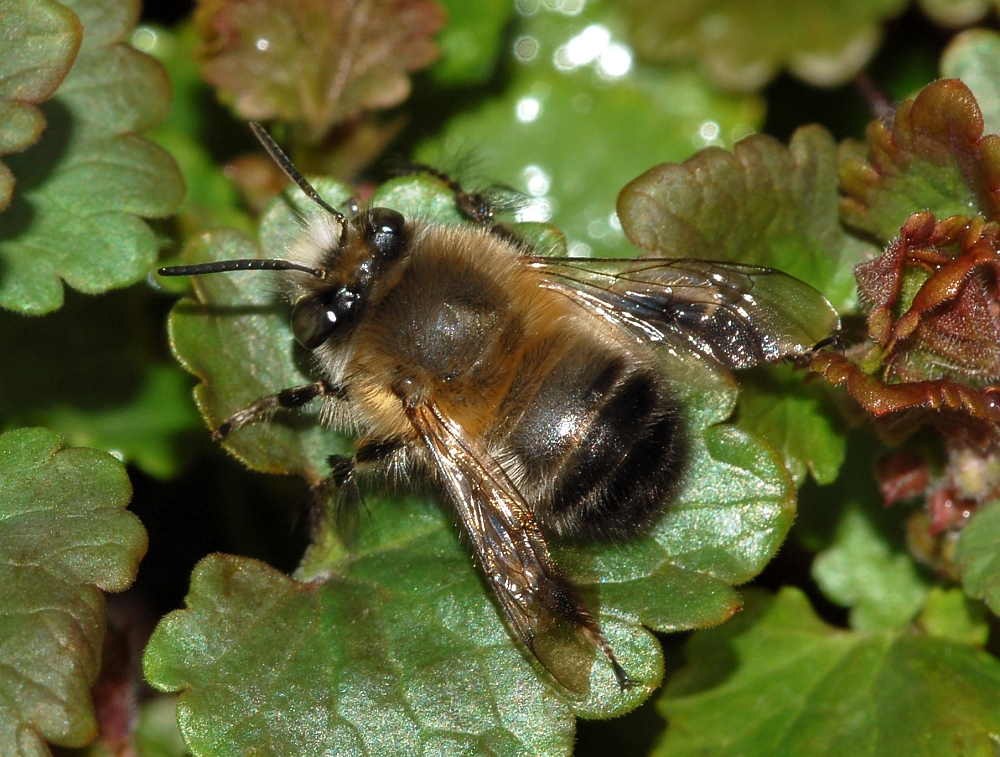

## Phân loại
Phân họ này gồm các tông:
- Ancylini
- Anthophorini - ong hoa
- Apini - ong mật
- Bombini - ong nghệ
- Centridini
- Ctenoplectrini
- Emphorini
- Ericrocidini
- Eucerini
- Euglossini - ong lan
- Exomalopsini
- Isepeolini
- Melectini
- Meliponini - ong không ngòi
- Osirini
- Protepeolini
- Rhathymini
- Tapinotaspidini
- Tetrapediini